# Canale del Karakum
Il canale del Karakum (altresì chiamato Kara Kum, Garagum o in russo Каракумский канал?), sito in Turkmenistan, è il più grande canale di irrigazione del mondo.
Il corso d'acqua è navigabile per la maggior parte dei suoi 1.375 km ed ha una portata annuale di 13 km³ che viene deviata dall'Amu-Darya e trasportata attraverso il deserto del Karakum.

## Storia
La costruzione del canale cominciò nel 1954 e venne completata nel 1988, con il contributo coatto degli individui sottoposti allo speciale trattamento dei Gulag impiegati dallo stato sovietico come forza lavoro nei progetti di realizzazione di grandi infrastrutture. La sua realizzazione rese possibile la coltivazione di vasti territori prima desertici, che vennero dedicati alla monocoltura del cotone, fortemente promossa dall'Unione Sovietica; venne inoltre beneficiata la capitale Ashgabat, che poté contare su una maggiore quantità di acqua.
L'attuale canale non fu il primo tentativo di convogliare l'acqua dell'Amu-Darya nel deserto del Karakum: nei primi anni cinquanta venne iniziata la costruzione di un canale che sarebbe partito vicino a Nukus, molto più a nord dell'attuale, e che avrebbe dovuto scorrere a sud ovest, verso Krasnovodsk; questo progetto avrebbe usato circa il 25% dell'acqua dell'Amu-Darya. I lavori vennero abbandonati dopo la morte di Stalin e al posto di questo venne scelto l'attuale tracciato.

## Gli effetti sull'ambiente
Purtroppo la realizzazione poco sofisticata del canale (gran parte dell'alveo non è nemmeno cementato) fa sì che una quantità stimata attorno al 30% secondo alcune fonti, o del 60% secondo altre, dell'acqua trasportata si perda durante il percorso, formando laghi e stagni lungo le rive e portando alla salinizzazione del suolo; il canale è altresì uno dei maggiori responsabili del disastro del lago Aral.